# Kyllinga cartilaginea
Kyllinga cartilaginea är en halvgräsart som beskrevs av Karl Moritz Schumann. Kyllinga cartilaginea ingår i släktet Kyllinga och familjen halvgräs. Inga underarter finns listade i Catalogue of Life.